# Szegedi Vízilabda Egyesület
Szegedi Vízilabda Egyesület é um clube de polo aquático da cidade de Szeged, Hungria.

## História
O clube foi fundado em 1993. 

## Títulos
- Liga Húngara de Polo aquático
  - Terceiro-lugar: 1989–90*, 2004–05, 2009–10, 2010–11, 2011–12, 2012–13, 2013–14